# Мусоев, Назирмад
Назирмад Мусоев, настоящее имя — Ниязахмад Мусоев (тадж. Ниёзаҳмад Мӯсоев; 22 декабря 1952 года, село Даштиджум, Шуроабадский район, Кулябская область, Таджикская ССР — 15 мая 2021 года, Душанбе, Таджикистан) — таджикский советский актёр театра и кино, актёр озвучивания, заслуженный артист Таджикистана (1998).

## Биография
Ниязахмад Мусаев родился 22 декабря 1952 года. В детстве он хотел стать водителем, но позже, в десятом классе, по совету одноклассника, после года обучения в Государственном институте театрального искусства имени А. Луначарского получил пропуск из Москвы и окончил его в 1976 году. С этого года он работал в Молодёжном театре имени Махмуджона Вохидова и проработал в этом театре до конца своей жизни .
Сыграл более шестидесяти спектаклей, в том числе «Жених и невеста», «Свободная тема», «Верхний водоворот», «Песни любви», «Надежда», «Сорняки», «Пари Ку», «Пещера Саламандры», «Песня о любви». «Жизнь», «В поисках счастья», «Нет лекарства», «Лавина» и других.
Среди экранных работ — «Орлиная гора», лейтенант Сафаров в «Тревожном вылете» (1982), «Я ей нравлюсь» (1988), «Свадьба не состоялась», «Экзамен», «Аль-Бухари».
Назирмад Мусаев скончался от сердечного приступа 15 мая 2021 года в возрасте 69 лет во время выступления в фильме «Хатлон Синема» в Душанбе. В полдень 16 мая похоронен на кладбище Каротегинского микрорайона города Душанбе.

## Примечание
1. ↑  Ҷумъахон Сайдалиев (30 августа 2002). Назирмади Мӯсо: Ҳатман ба театр бармегардам. Ҷавонони Тоҷикистон № 35 (8736). p. 6.
2. ↑  Даргузашти ҳунарманди маъруфи театр ва кинои тоҷик Назирмад Мӯсоев (тадж.). АМИТ "Ховар". Дата обращения: 16 мая 2021. Архивировано 16 мая 2021 года.
3. ↑  Нахустнамоиши “Тарма” дар Театри давлатии ҷавонон ба номи М. Воҳидов. www.vfarhang.tj. Дата обращения: 18 мая 2021. Архивировано 18 мая 2021 года.
4. ↑  Советский актер Назирмад Мусоев умер на съемках нового фильма. Российская газета. Дата обращения: 18 мая 2021. Архивировано 17 мая 2021 года.
5. ↑  Sputnik Тоҷикистон. Ҷанозаи ҳунарпеша Назирмад Мӯсоев дар шаҳри Душанбе - навор (тадж.). Sputnik Тоҷикистон (16 мая 2021). Дата обращения: 16 мая 2021. Архивировано 16 мая 2021 года.
6. ↑  Ҳунарманди шинохтаи тоҷик ҳангоми кор дар "Хатлон синамо" ҷон додааст. АКС (тадж.). Радиои Озодӣ. Дата обращения: 16 мая 2021. Архивировано 16 мая 2021 года.